# Cida Mendes
Aparecida Silva Mendes (Pará de Minas, 22 de abril de 1966) mais conhecida como Cida Mendes é uma atriz brasileira. Ela é mais conhecida por interpretar a persona Concessa, uma mulher que vive no interior de Minas Gerais.

## Biografia
Nascida em Pará de Minas, Cida mudou-se para Belo Horizonte aos doze anos de idade, mais tarde estava estudando Educação Física e Conservatório de Música na Universidade Federal de Minas Gerais (UFMG), mas decidiu abandonar para dedicar-se ao teatro. Em 1993, inaugurou a Cantina Real, um restaurante-teatro em que apresentava esquetes cômicas. Na cantina, alguns grupos teatrais de Belo Horizonte se apresentavam no local.

## Carreira
A criação da personagem Concessa veio após uma ida a cidade de Paracatu, Minas Gerais, aonde vivia uma mulher dona de casa que criava frangos no quintal de sua casa. Após, ela criou o grupo Tripetrepe que se apresentavam em Belo Horizonte e Goiânia. Dirigido por Iberê Cavalcanti, o filme A Enxada foi lançado em 1996 com participação da atriz. Em 1997, ela participou do Prêmio Multishow do Bom Humor Brasileiro com o monólogo do personagem, e ela ficou em primeiro lugar ganhando dez mil reais. Em 1998, foi lançado o filme O Tronco que conta com a participação da atriz com o papel de Maria Pequena. 
No mesmo ano gravou uma participação no primeiro episódio de A Turma do Didi. Em 1999 foi contratada pela Rede Record e estreou na Escolinha do Barulho com sua personagem Concessa.
Em 2006, ela fez parte do programa Boa Noite Brasil apresentado por Gilberto Barros. Em 2008, ela passou a integrar o elenco do Programa Feminina na TV Alterosa como parte de um quadro semanal. Em 2011, ela foi contratada novamente pela Rede Record para integrar o quadro Escolinha do Gugu do Programa do Gugu.

## Filmografia

### Televisão
| Ano     | Título                    | Personagem / Cargo | Notas                       |
| ------- | ------------------------- | ------------------ | --------------------------- |
| 1997    | Prêmio Multishow de Humor | Participante       |                             |
| 1998    | A Turma do Didi           | Concessa           | Episódio: "25 de outubro"   |
| 1999–01 | Escolinha do Barulho      | Concessa           |                             |
| 2005    | Essas Mulheres            | Eudóxia            | Episódio: "10 de junho"     |
| 2005–07 | Boa Noite Brasil          | Concessa           | Quadro: Concessa Entrevista |
| 2008    | Desejo Proibido           | Celi               | Episódio: "2 de fevereiro"  |
| 2008–10 | Programa Feminina         | Concessa           | Quadro: Concessa Entrevista |
| 2011–13 | Escolinha do Gugu         | Concessa           |                             |

### Cinema
| Ano  | Título              | Personagem    |
| ---- | ------------------- | ------------- |
| 1996 | A Enxada            | Edna          |
| 1998 | O Tronco            | Maria Pequena |
| 2002 | Uma Vida em Segredo | Marieta       |
| 2024 | O Voo do Anjo       | Dora          |

### Internet
| Ano           | Título        | Cargo         | Emissora |
| ------------- | ------------- | ------------- | -------- |
| 2015-presente | Tecendo Prosa | Apresentadora | YouTube  |

## Teatro
| Ano  | Título                 |
| ---- | ---------------------- |
| 1997 | Concessa Tecendo Prosa |
| 2002 | Adelaide Pinta e Borda |
| 2005 | Pendura e Cai          |

## Prêmios e indicações
| Ano  | Premiação                                 | Nomeação                     | Resultado | Ref   |
| ---- | ----------------------------------------- | ---------------------------- | --------- | ----- |
| 1997 | Prêmio Multishow do Bom Humor Brasileiro  | Ela mesma                    | Venceu    | [ 3 ] |
| 2006 | Sindicato dos Produtores de Artes Cênicas | Melhor Atriz de Minas Gerais | Venceu    | [ 8 ] |